# 서구 (광주 선거구)
광주 서구는 대한민국의 옛 국회의원 선거구이다. 당시 광주광역시 서구의 전 지역을 관할했었다.

## 역사
제15대 국회의원 선거를 앞두고 서구 을 선거구가 남구 선거구로 개편됨에 따라 서구 갑 선거구를 개편하여 신설하였다.
제17대 국회의원 선거를 앞두고 서구 갑과 서구 을 선거구로 분할되면서 폐지되었다.

## 관할 구역
- 광주 서구 일원

## 역대 국회의원
| 선거   | 정당 | 정당           | 의원   |
| ------ | ---- | -------------- | ------ |
| 1996년 |      | 새정치국민회의 | 정동채 |
| 2000년 |      | 새천년민주당   | 정동채 |

## 역대 선거 결과

### 대한민국 제15대 국회의원 선거
|  | 85.64% |

|  | 11.76% |

|  | 2.11% |

|  | 0.47% |

### 대한민국 제16대 국회의원 선거
|  | 91.21% |

|  | 8.78% |